# Stjärnorps baptistförsamling
Stjärnorps baptistförsamling var en församling i Stjärnorp, Linköpings kommun inom Örebromissionen.

## Administrativ historik
Församlingen upplöstes 1995.

## Församlingens kyrkor
- Betel, Stjärnorp